# Анциферка
Анциферка — река в России, протекает по Челябинской области. Устье реки находится в 24 км по правому берегу реки Уфалейка. Длина реки составляет 11 км.
Система водного объекта: Уфалейка → Уфа → Белая → Нижнекамское водохранилище → Кама → Волга → Каспийское море.

## Данные водного реестра
По данным государственного водного реестра России относится к Камскому бассейновому округу, водохозяйственный участок реки — Уфа от истока до Долгобродского гидроузла, речной подбассейн реки — Белая. Речной бассейн реки — Кама.
Код объекта в государственном водном реестре — 10010200812111100020236.